# In Concert / En Concert Houston/Lyon
Cities In Concert ist ein Livealbum des französischen Musikers Jean-Michel Jarre. Es enthält die Mitschnitte zweier Mega-Konzerte, die Jean-Michel Jarre auf Einladung der Städte Houston (USA) und Lyon (Frankreich) im Jahr 1986 ausgerichtet hatte. Es ist Jarres zehntes Musikalbum bzw. das zweite Livealbum, das seit 1987 in verschiedenen Ausführungen veröffentlicht wurde.

## Die Konzerte

### Houston
Im Jahr 1986 fand am 5. April anlässlich des 150-jährigen Bestehens der Stadt Houston und des Bundesstaates Texas sowie des 25-jährigen Bestehens des Lyndon B. Johnson Space Centers der NASA ein für die Zuschauer/Zuhörer kostenfreies Open-Air-Konzert statt. Das Konzert wurde von geschätzt 1.300.000 Menschen besucht und bescherte Jarre damit einen Eintrag in das Guinness-Buch der Rekorde.
Jarre nahm für dieses Ereignis das Konzeptalbum Rendez-Vous auf, das mit Ausnahme des ersten Stückes vollständig aufgeführt wurde. Besondere Aufmerksamkeit wurde dem Stück Ron’s Peace zuteil. Der Astronaut Ronald McNair wollte während der Challenger-Raummission STS-51-L im All ein Stück mit dem Saxophon einspielen. Ein Videomitschnitt der musikalischen Aufnahme im All sollte auf dem Konzert gezeigt werden. Die Challenger explodierte jedoch am 28. Januar kurz nach dem Start, riss die Astronauten in den Tod und bildete damit die bis dahin größte Katastrophe der NASA. Jarre wollte daraufhin das für den 5. April 1986 geplante Konzert absagen, doch die NASA-Astronauten bewogen ihn, es dennoch zu veranstalten. Das Konzert wurde der verstorbenen Besatzung gewidmet.
Die Titelliste dieses Konzerts war:
1. Ethnicolor
2. Oxygene I
3. Oxygene II
4. Oxygene IV
5. Equinoxe VII
6. Souvenir of China
7. Equinoxe IV
8. Equinoxe II
9. Equinoxe V
10. Rendez-vous III
11. Rendez-vous II
12. Oxygene V
13. Rendez-vous V (Ron’s Piece)
14. Rendez-vous IV
15. Rendez-Vous IV (Zugabe)

### Lyon
Am 5. Oktober wurde ein ähnliches Konzert in Jarres Heimatstadt Lyon zu Ehren des Papstbesuches von Papst Johannes Paul dem II. ausgerichtet, das rund 800.000 Menschen erlebten.
Die Titelliste dieses Konzerts war:
1. Moonmachine
2. Ethnicolor
3. Wooloomooloo
4. Les Chants Magnétiques I
5. Souvenir of China
6. Equinoxe V
7. Rendez-vous III
8. Rendez-vous II
9. Rendez-vous V (Ron’s Piece)
10. Rendez-vous IV
11. Rendez-vous IV (Zugabe)

## Die Alben
Aus den Mitschnitten der Konzerte entstanden im Laufe der Jahre verschiedene Alben mit unterschiedlicher Anzahl und Länge einzelner Titel sowie Gesamtlaufzeit. Dabei kann man grob in eine kurze Version mit 9 bzw. 10 Titeln – hier wurde die Segnung des Papstes als eigener Track separiert – und einer Spieldauer von etwa 45 Minuten, sowie einer langen Version mit 11 Titeln und einer Spieldauer von knapp 72 Minuten unterscheiden. Inhaltlich wurden die Alben im Studio mit Übergängen und Einspielungen versehen, die den Zuhörer an verschiedene Punkte und Situationen der damaligen Geschehnisse führen und auch einen kleinen Einblick in die damalige politische und gesellschaftliche Situation geben.

### Titelliste
| kurze Version               |       | lange Version               |       |
| --------------------------- | ----- | --------------------------- | ----- |
| Oxygene V                   | 1:15  | Oxygene V                   | 1:30  |
| Ethnicolor                  | 9:39  | Ethnicolor                  | 11:41 |
| Magnetic Fields I           | 4:35  | Magnetic Fields I           | 8:11  |
| Souvenir of China           | 3:32  | Souvenir of China           | 5:37  |
| Equinoxe V                  | 3:54  | Equinoxe V                  | 6:01  |
| Blessing of the pope        | 0:33  |                             |       |
| Rendez-vous III             | 4:27  | Rendez-vous III             | 6:01  |
|                             |       | Equinoxe VII                | 5:29  |
|                             |       | Wooloomooloo                | 3:22  |
| Rendez-vous II              | 11:10 | Rendez-vous II              | 11:54 |
| Rendez-vous V (Ron’s Piece) | 4:36  | Rendez-vous V (Ron’s Piece) | 6:35  |
| Rendez-vous IV              | 4:54  | Rendez-vous IV              | 7:01  |

## Wichtige Versionen
| Jahr | Ausgabe    | Medium | Land                    | Label                    | Katalognummer             | Version        | Bemerkung                             |
| ---- | ---------- | ------ | ----------------------- | ------------------------ | ------------------------- | -------------- | ------------------------------------- |
| 1987 | Original   | CD     | Frankreich, Deutschland | Disques Dreyfus, Polydor | 833 808-2, 833 738-2      | lang, 11 Titel | -                                     |
| 1987 | Neuauflage | CD     | Frankreich, Deutschland | Disques Dreyfus, Polydor | FDM 36147-2, 833 170-2    | kurz, 9 Titel  | SPARS Code: DDD                       |
| 1991 | Remastered | CD     | Frankreich              | Disques Dreyfus          | 833 126-2                 | kurz, 9 Titel  | Serie digitally Remastered            |
| 1997 | Remastered | CD     | Frankreich, Deutschland | Disques Dreyfus, EPIC    | FDM 36147-2, EPC 487377 2 | lang, 11 Titel | 96 kHz/24bit technology by Scott Hull |
| 2015 | Remastered | CD     | Europa                  | Sony Music               | 88843024722               | kurz, 10 Titel | by Dave Dadwater                      |

## Besetzung

### Musiker
- Jean-Michel Jarre, Keyboards und Synthesizer
- Guy Delacroix, Keyboards und Synthesizer
- Christine Durand, Sopran
- Sylvain Durand, Keyboards und Synthesizer
- Michel Geiss, Keyboards und Synthesizer
- Joe Hammer, Schlagzeug und Perkussion
- Dominique Perrier, Keyboards und Synthesizer
- Francis Rimbert, Keyboards und Synthesizer
- Pascal Lebourg, Keyboards und Synthesizer
- Dino Lumbroso, Perkussion
- Kirk Whalum, Saxophon
- Chor der High School for The Performing Arts und The Singing Boys of Houston unter der Leitung von Sylvain Durand

### Toningenieure
- Dennis Vanzetto, Michel Geiss, Claude Ermelin